# نقاشی‌های دیواری پادوآ در سده چهاردهم
نقاشی‌های دیواری پادوآ در سده چهاردهم یک سایت است که از ۲۴ ژوئیه ۲۰۲۱ در چهل و چهارمین جلسه کمیته میراث جهانی در فوژو (چین) توسط یونسکو در فهرست میراث جهانی قرار گرفته‌است؛ بنابراین نقاشی‌های دیواری پادوآ در فهرست میراث جهانی یونسکو به عنوان یک دارایی فرهنگی گنجانده شد، زیرا «روشی کاملاً جدید برای بازنمایی روایت در نقاشی، با دیدگاه‌های فضایی جدید تحت تأثیر پیشرفت‌های علم اپتیک و توانایی جدید برای بازنمایی انسان را نشان می‌دهد که در تمام خصوصیاتشان از جمله احساسات و عواطف نقش دارند. این نوآوری‌ها دوران جدیدی را در تاریخ هنر نشان می‌دهند و تغییر جهت مقاومت ناپذیری را ایجاد می‌کنند.»
این سایت، یا شهر نقاشی‌های دیواری شهر پادوآ، شامل نقاشی‌های تصویری سده چهاردهمی است که بین سال‌های ۱۳۰۲ تا ۱۳۹۷ توسط هنرمندان مختلف نقاشی شده‌است.

## موقعیت
این آثار در هشت ساختمان و مجموعه‌های تاریخی در مرکز تاریخی پادوآ وجود دارند که عبارتند از:
1. کلیسای کوچک اسکرووینی
2. کلیسای ارمیتانی
3. کاخ پالازو دلا راگیونه، پادوا
4. it:Loggia dei Carraresi
5. تعمیدگاه کلیسای جامع
6. کلیسای جامع آنتونی مقدس پادووا
7. Oratorio di San Giorgio
8. Oratorio di San Michele.